# Vestitecola haitensis
Genre
Espèce
Vestitecola haitensis, unique représentant du genre Vestitecola, est une espèce d'opilions laniatores de la famille des Biantidae.

## Distribution
Cette espèce est endémique d'Haïti. Elle se rencontre vers La Vestite.

## Description
La femelle holotype mesure 2,8 mm.

## Étymologie
Son nom d'espèce, composé de hait[i] et du suffixe latin -ensis, « qui vit dans, qui habite », lui a été donné en référence au lieu de sa découverte, Haïti.

## Publication originale
- Šilhavý, 1973 : « Two new systematic groups of gonyleptomorphid phalangids from the Antillean- Caribbean Region, Agoristenidae Fam. N., and Caribbiantinae Subfam. N. (Arachn.: Opilionidea). » Věstník československé Společnosti zoologické, vol. 37, p. 110–143.